# Копалнік
Копалнік (рум. Copalnic) — село у повіті Марамуреш в Румунії. Входить до складу комуни Копалнік-Менештур.
Село розташоване на відстані 391 км на північний захід від Бухареста, 17 км на південь від Бая-Маре, 82 км на північ від Клуж-Напоки.

## Населення
За даними перепису населення 2002 року у селі проживали 705 осіб.
Національний склад населення села:
| Національність | Кількість осіб | Відсоток |
| -------------- | -------------- | -------- |
| румуни         | 688            | 97,6%    |
| цигани         | 9              | 1,3%     |
| угорці         | 5              | 0,7%     |

Рідною мовою назвали:
| Мова      | Кількість осіб | Відсоток |
| --------- | -------------- | -------- |
| румунська | 697            | 98,9%    |
| угорська  | 5              | 0,7%     |